# Гохсхајм
Гохсхајм (њем. Gochsheim) општина је у њемачкој савезној држави Баварска. Једно је од 29 општинских средишта округа Швајнфурт. Према процјени из 2010. у општини је живјело 6.216 становника. Посједује регионалну шифру (AGS) 9678135.

## Географски и демографски подаци
Гохсхајм се налази у савезној држави Баварска у округу Швајнфурт. Општина се налази на надморској висини од 236 метара. Површина општине износи 20,7 km². У самом мјесту је, према процјени из 2010. године, живјело 6.216 становника. Просјечна густина становништва износи 301 становника/km².